# Excavator (microarquitectura)

Excavator es una microarquitectura en desarrollo de AMD para suceder a Steamroller. El 12 de octubre de 2011, AMD anunció que Excavator era el nombre en código del núcleo de cuarta generación basado en Bulldozer. La APU basada en Excavator tiene por nombre Carrizo, y está programada para comercializarse en 2015.  Se espera que Excavator tenga soporte para nuevas instrucciones como las AVX2, BMI2 y RDRAND.
También se espera que Excavator tenga controladores de memoria DDR3 y DDR4; actualmente no se sabe si estarán en el mismo chip o serán mutuamente excluyentes.